# Valfresca
La Valfresca è una valle montana in Italia, in provincia di Como, per cui passa la strada più diretta per raggiungere Como dagli abitati di San Fermo della Battaglia e Cardano; è per questo popolarmente chiamata la San Fermo vecchia. L'intera valle è inoltre attraversata da un piccolo ruscello che origina dalle montagne soprastanti la valle e che sfocia nel Lago di Como dopo aver attraversato il centro dell'omonima città completamente sotterrato.
Essa fu teatro di scontri durante la battaglia di San Fermo del 27 maggio 1859; ora è nota per essere l'ultima salita in vista del traguardo di Como in alcune edizioni della corsa ciclistica internazionale del Giro di Lombardia.